# Stygopholcus
Genre
Stygopholcus est un genre d'araignées aranéomorphes de la famille des Pholcidae.

## Distribution
Les espèces de ce genre se rencontrent dans les Balkans.

## Liste des espèces
Selon World Spider Catalog (version 23.0, 01/03/2022) :
- Stygopholcus absoloni (Kulczyński, 1914)
- Stygopholcus montenegrinus Kratochvíl, 1940
- Stygopholcus photophilus Senglet, 1971
- Stygopholcus skotophilus Kratochvíl, 1940

## Systématique et taxinomie
Ce genre a été décrit par Kratochvíl en 1932 dans les Pholcidae. Il est placé en synonymie avec Hoplopholcus par Brignoli en 1971. Il est relevé de synonymie par Senglet en 2001.

## Publication originale
- Kratochvíl, 1932 : « Prispevek k poznání Araneid stredni Slavonie. » Sborník Vysoké Školy Zemědělské, sér. C, vol. 23, p. 1-16.